# Casaletto Lodigiano
Casaletto Lodigiano es una localidad y comune italiana de la provincia de Lodi, región de Lombardía, con 2.576 habitantes.

## Evolución demográfica
| Gráfica de evolución demográfica de Casaletto Lodigiano entre 1861 y 2001 |
|                                                                           |
| Fuente ISTAT - elaboración gráfica de Wikipedia                           |